# Warehouses De Pauw
Warehouses de Pauw, або WDP - компанія з нерухомості зі штаб-квартирою у Вольвертемі, Бельгія. Компанія є лідером ринку Бенілюксу в сфері логістичної нерухомості. 

## Діяльність
Компанія управляє 6 мільйонами квадратних метрів нерухомості, в основному зосередженої в Бенілюксі та Румунії. У Франції та Німеччині WDP має лише невеликі представництва. Компанія інвестує в екологічну, напівпромислову та логістичну нерухомість, таку як офіси та склади. Здача в оренду забезпечує стабільне джерело доходу, який час від часу доповнюється балансовим прибутком від продажу активів.
Акції компанії котируються на Euronext Brussels та Euronext Amsterdam. У цих двох країнах вона входить до основних фондових індексів - BEL 20 та індексу AMX. Сім'я Йоса де Поу (Jos De Pauw) була найбільшим акціонером на кінець 2021 року, з часткою майже 29%.

## Історія
Компанія була заснована в 1977 році для управління нерухомістю сімейної групи «Jos De Pauw». У 1999 році компанія була зареєстрована на фондовій біржі. Це були нові інвестиції, призначені для фінансування зростання за кордоном. Компанія почала працювати в Нідерландах, Румунії та Люксембурзі, серед інших. Спочатку WDP була зареєстрована як в Парижі, так і в Брюсселі на Euronext, але в 2010 році вона вирішила вийти з Паризької біржі.